# 长期镇
长期镇，是中华人民共和国贵州省遵义市赤水市下辖的一个乡镇级行政单位。

## 行政区划
长期镇下辖以下地区：
康桥社区、华阳村、共和村、长期村、合云村、红卫村、凤仪村、白田村、五七村、太平村和兴旺村。